# Карпинское Евангелие
Карпинское Евангелие — среднеболгарский литературный памятник конца XIII века. Содержит 168 пергаментных листов и представляет собой полный апракос (богослужебное евангелие). В 1868 году Александр Гильфердинг его нашел в Карпинском монастыре вместе с Карпинским апостолом. Две рукописи переплетены вместе и датируются примерно одним и тем же временем, но созданы разными переписчиками. Через Гильфердинга они вошли в библиотеку русского коллекционера Алексея Хлудова. Сейчас они хранятся в Москве, Государственном Историческом музее (ГИМ), собрание Хлудова, № 28.

## Издание
- Карпинско евангелие (ред. В. Десподова). Прилеп-Скопје, 1995.